# Liste der Monuments historiques in La Teste-de-Buch
Die Liste der Monuments historiques in La Teste-de-Buch führt die Monuments historiques in der französischen Gemeinde La Teste-de-Buch auf.

## Liste der Bauwerke
| Bezeichnung      | Beschreibung                                 | Standort | Kennzeichnung | Schutzstatus | Datum | Bild |
| ---------------- | -------------------------------------------- | -------- | ------------- | ------------ | ----- | ---- |
| Hôtel de Baleste | Erbaut im 18./19. Jahrhundert                | (Lage)   | PA33000076    | Inscrit      | 2004  |      |
| Villa Geneste    | Erbaut in den 1960er Jahren, von Yves Salier | (Lage)   | PA33000146    | Inscrit      | 2011  |      |
| Villa Téthys     | Erbaut 1924                                  | (Lage)   | PA33000051    | Inscrit      | 2001  |      |

## Liste der Objekte
- Monuments historiques (Objekte) in La Teste-de-Buch in der Base Palissy des französischen Kultusministeriums